# Sinfonia n. 30 (Mozart)

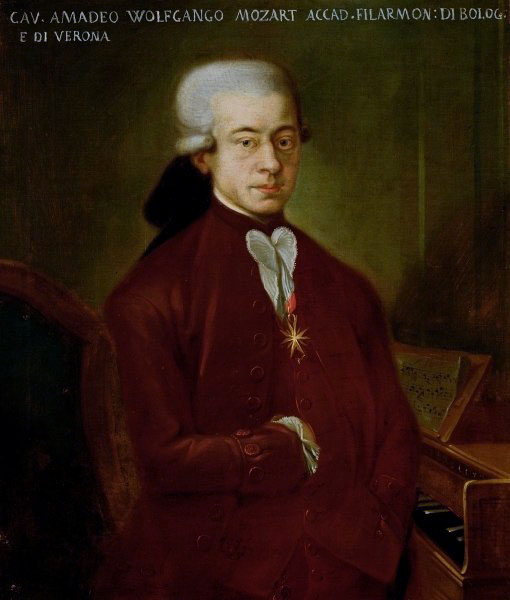
Wolfgang Amadeus Mozart nel 1777.

La sinfonia n. 30 in Re maggiore K 202 (K6 186b) di Wolfgang Amadeus Mozart venne completata a Salisburgo il 5 maggio 1774.

## Storia

### Contesto
La carriera di Mozart come sinfonista era iniziata a Londra durante la grande tournée europea della famiglia Mozart fra il giugno 1763 e il novembre 1766. Il padre, Leopold, aveva pianificato il viaggio per esibire il talento dei propri figli, Wolfgang e Maria Anna, presso le principali corti europee. In questo periodo Wolfgang venne a contatto con le principali tradizioni musicali europee (tedesca, britannica, francese e italiana) e realizzò le sue prime sinfonie, che si ponevano nel solco delle composizioni in tre movimenti all'italiana in stile galante di Carl Friedrich Abel e di Johann Christian Bach. Inoltre, ascoltò anche le sinfonie di altri compositori come Thomas Arne, William Boyce e Giuseppe Sammartini.
In seguito, Leopold e i suoi figli trascorsero diversi mesi nel 1768 a Vienna durante i quali Wolfgang adattò il proprio stile ai gusti del pubblico viennese, adottando fra le varie cose la struttura della sinfonia in quattro movimenti. Wolfgang e suo padre Leopold fecero tre viaggi in Italia fra il dicembre 1769 e il maggio 1773. In questo periodo Wolfgang alternò i suoi viaggi con soggiorni a Salisburgo, durante i quali compose l'opera Mitridate, re di Ponto, oltre a diverse sinfonie influenzate dal gusto italiano. Nel 1772 e nel 1773 Mozart visse un periodo di entusiasmo per la scrittura sinfonica, componendo ogni anno sette nuove sinfonie (dalla n. 15 alla n. 27). Ridusse poi la sua attività in questo campo e, nei due anni successivi, apparvero solo tre nuove sinfonie (le n. 28, n. 29 e n. 30).

### Composizione
Alcuni musicologi hanno definito la sinfonia n. 30 come un passo indietro nel cammino artistico di Mozart, in quanto è scritta con uno stile molto più semplice rispetto alle sue precedenti composizioni. Secondo altri, invece, la sinfonia avrebbe probabilmente un valore artistico maggiore se non fosse messa in ombra da precedenti e più importanti composizioni. La partitura autografa si trova a Vienna e appartiene a un collezionista privato.

### Prima esecuzione e pubblicazione
La sinfonia fu completata a Salisburgo il 5 maggio 1774. La data della prima esecuzione è sconosciuta e non si conosce nemmeno lo scopo per il quale venne composta. Il carattere vivace dell'opera, comunque, indica che probabilmente doveva trattarsi di qualche occasione festiva. Mozart la eseguì anche durante i suoi concerti a Vienna degli anni '80 del Settecento e, per queste occasioni, cancellò la data dai manoscritti originali facendo passare la sinfonia come nuova, in quanto era insolito presentare al pubblico composizioni vecchie. La prima edizione fu stampata nel 1799 dall'editore Günter & Böhme di Amburgo, che ne pubblicò le parti separate. La partitura completa fu pubblicata nel 1880 da Breitkopf & Härtel a Lipsia con il titolo Wolfgang Amadeus Mozarts Werke, Serie VIII, No. 30.

## Strumentazione
La partitura è scritta per un'orchestra composta da:
- Archi: violino 1° e 2°, viola, violoncello/contrabbasso.
- Fiati: due oboi.
- Ottoni: due corni e due trombe.

Era presente anche una parte per i timpani, che però è andata perduta. Nelle orchestre dell'epoca, comunque, era uso comune che  i timpani, se presenti, non avessero una parte indipendente ma suonassero la stessa notazione delle trombe.

## Struttura e analisi
Sono presenti quattro movimenti, coerentemente con i canoni  del classicismo:
1. Molto allegro, in Re maggiore, tempo 3/4.
2. Andantino con moto, La maggiore, tempo 2/4.
3. Minuetto, in Re maggiore, tempo 3/4, e Trio, in Sol maggiore, tempo 3/4.
4. Presto, in Re maggiore, tempo 2/4.

### Molto allegro
Il primo movimento è in forma-sonata e si apre con un ritmo da fanfara. Segue una sezione di transizione contenente un dialogo fra violini e bassi, con l'alternanza dinamica di piano e di forte. Il secondo gruppo di temi conta due sezioni: la prima è un ländler eseguito da due violini e dal basso, mentre la seconda è un minuetto per tutti gli strumenti. Di seguito, l'incipit del movimento:

### Andantino con moto
Il secondo movimento, Andantino con moto, è in La maggiore, segue la forma-sonata ed è scritto per soli archi. Di seguito, l'incipit del movimento:

### MinuettoeTrio
Nella prima parte del minuetto sono presenti dei brevi passaggi di eco, mentre il trio è caratterizzato dal ritmo sincopato del primo violino. Di seguito, l'incipit del minuetto e del trio:

### Presto
Il quarto e ultimo movimento, Presto, riprende la tonalità iniziale di Re maggiore, l'indicazione di tempo è 2/4 e adotta nuovamente la forma-sonata. Il finale inizia con un ritmo da fanfara puntato discendente, simile a quello che apre il primo movimento. Le frasi di risposta e il secondo tema, invece, hanno stile da contraddanza. Di seguito, l'incipit del movimento: